# لودفيغ كلاغيس
فريدريش كونراد إدوارد فيلهلم لودفيغ كلاغيس (10 ديسمبر 1872-29 يوليو 1956) كان فيلسوفًا ألمانيًا، وعالم نفس، وخبيرًا في علم الخط، وشاعرًا، وكاتبًا، ومحاضرًا، ورُشح مرتين لجائزة نوبل في الأدب. يُعد في المجال الألماني (الأوساط الناطقة باللغة الألمانية) من أهم المفكرين في القرن العشرين. بدأ حياته المهنية كباحث كيميائي تلبيةً لرغبات عائلته، لكنه سرعان ما عاد إلى شغفه بالشعر والفلسفة والدراسات الكلاسيكية. شغل منصبًا في جامعة ميونيخ، حيث أسس في عام 1905 حلقة دراسية تشخيصية نفسية، أُغلقت عام 1914 مع اندلاع الحرب العالمية الأولى. انتقل كلاغيس عام 1915 إلى سويسرا المحايدة، حيث كتب خلال العقود اللاحقة الكثير من أعماله الفلسفية الناضجة. توفي كلاغيس عام 1956.
كان كلاغيس شخصية محورية في مجال علم نفس الشخصية ومدرسة فلسفة الحياة. تشمل العناصر البارزة في فلسفته ما يلي: التناقض بين الروح المحبة للحياة والعقل المنافي لها، والواقع كمُنشئ مستمر للصور الحسية وتفسيرها، وليس المشاعر، وأخلاقيات مركزية الحياة استجابة للمشكلات البيئية والعسكرة الحديثة، وتأكيد الإيروتيكية كنقد لكل من السلطة الأبوية المسيحية ومفهوم «الجنسي» ونظرية نفسية تركز على التعبير، بما في ذلك تحليل خط اليد، وعلم الشخصية الذي يهدف إلى مصالحة الأنا مع الانقسام بين الكائنات الحية. يقع في صميم فكر كلاغيس معارضة لغوية لمركزية اللغة، وهو مصطلح وضعه كلاغيس لتشخيص التركيز على اللغة أو الكلمات على حساب الأشياء التي تشير إليها. أصبحت صياغته لهذا المفهوم ذات أهمية كبيرة في دراسات العلامات للعلوم والفلسفة الغربية، ولا سيما في إطار تفكيك دريدا. يُنظر إلى كلاغيس أيضًا على أنه رائد لنظرية النقد، وعلم البيئة المتقدم، والظواهر الوجودية.
توازي مكانة كلاغيس في علم النفس الحديث مكانة معاصريه سيغموند فرويد وكارل يونغ. تعرضت فلسفته لهجوم شديد من قبل القادة النازيين خلال ذروة مسيرته المهنية، على الرغم من أن قربه منهم بات موضع خلاف منذ ذلك الحين. أظهر فكر كلاغيس رغم قلة ترجمات أعماله الأدبية إلى اللغة الإنجليزية، تأثيرًا واسعًا على التطورات الألمانية في علم النفس والطب النفسي والأدب وغيرها من التخصصات المختلفة.

## سيرة الحياة

### النشأة
ولد كلاغيس في 10 ديسمبر 1872 في هانوفر بألمانيا، وهو ابن فريدريش فرديناند لويس كلاغيس، الذي كان رجل أعمال وضابط عسكري سابق، وزوجته ماري هيلين (كولستر قبل الزواج). ولدت أخته هيلين كلاغيس في عام 1878، وجمعتهما علاقة وثيقة طوال حياتهما. توفيت والدة كلاغيس في عام 1882، عندما كان في التاسعة من عمره، ويُعتقد أن الوفاة نجمت عن التهاب رئوي.
بدأ كلاغيس الدراسة في مدرسة ليسيوم أم جورجبلاتز (سميت لاحقًا كايزر فيلهلم أوند راتسجيمنازيوم) في هانوفر، عندما جاءت خالته إيدا كولستر، للعيش معهم للمساعدة في تربية الأطفال، وذلك تلبية لرغبة والدته المحتضرة. امتاز تعليم كلاغيس المبكر بالتركيز التقليدي على الكلاسيكيات والعلوم الإنسانية. سرعان ما طور اهتمامًا قويًا بكل من كتابة النثر والشعر، واهتمامًا بالعصور القديمة اليونانية والجرمانية. كانت علاقته مع والده متوترة بسبب شدة الأخير وإرادته لتأديبه، ومع ذلك، لم تنجح محاولات منع كلاغيس من كتابة الشعر سواء من قبل معلميه أو والديه.
نشأت بين كلاغيس وزميله تيودور ليسينغ، الذي شاركه العديد من الاهتمامات العميقة، صداقة وثيقة منذ الطفولة. دافع كلاغيس عن هذه الصداقة بشدة رغم معاداة والده للسامية. نقل ليسينغ قوله: «لم يكن والد لودفيغ يقبل بمصادقة ابنه لليهود». أكمل كلاغيس في عام 1891 دراسته الثانوية وواصل تعليمه في جامعة لايبزيغ حيث بدأ دراسة الفيزياء والكيمياء. كان والده قد أمره ببدء مهنة في الكيمياء الصناعية، فدرس لمدة فصلين دراسيين في لايبزيغ بين عامي 1891 و1892، ثم فصلًا دراسيًا واحدًا في المعهد التقني في هانوفر (الذي يعرف الآن بجامعة هانوفر) خلال الفترة 1892-1893.

### مسيرته المهنية في ميونخ
انتقل كلاغيس إلى ميونيخ عام 1893، حيث تابع دراسته الجامعية في جامعة ميونيخ. انضم في نفس العام إلى معهد الكيمياء، وهو مختبر تأسس في الجامعة بواسطة أدولف فون باير عام 1875. انخرط إلى جانب دراسته في المشهد الثقافي في منطقة شوابينغ، وهي منطقة بوهيمية في ميونيخ. التقى كلاغيس في عام 1894 بالشاعر والنحات هانز بوس، الذي أسس معهد علم الخط العلمي. كان تحليل خط اليد، أو علم الخط، في ذلك الوقت تخصصًا أكثر شهرة مما هو عليه الآن، إذ كان يُطلب من بوس في بعض الأحيان تقديم أدلة الخبراء في قضايا المحكمة، وقد جذب شغفه بالموضوع كلاغيس إليه. تشمل الشخصيات الأخرى التي دخلت حياة كلاغيس في ذلك الوقت الطبيب النفسي جورج ماير والشاعر ستيفان جورج والمتخصص في الأدب الكلاسيكي ألفريد شولر والروائية فرانزيسكا تسو ريفينتلو.
واصل كلاغيس عمله ككيميائي أبحاث بعد تخرجه، وبدأ إعداد أطروحة الدكتوراه تحت إشراف ألفريد إينهورن. بدأت كتابات كلاغيس نثرًا وشعرًا تُنشر في مجلة بلاتر فور دي كونست، وكانت مجلة مملوكة لستيفان جورج الذي أدرك بنفسه موهبة كلاغيس بشغف. أسس كلاغيس وماير وبوس مؤسسة علوم خط جديدة في عام 1896، وهي الجمعية الألمانية لعلوم الخط. انتهت صداقة طفولة كلاغيس مع تيودور ليسينغ نهاية مريرة في عام 1899. كتب كلاهما لاحقًا عن عمق علاقتهما وتأثيرهما على بعضهما البعض، على الرغم من أن العديد من الجوانب، مثل تأثير العرق على صداقتهما، بقيت غير واضحة.
حصل كلاغيس على درجة الدكتوراه في الكيمياء من جامعة ميونيخ في عام 1900، وبما أن الكيمياء نُقلت قبل سبع سنوات من كلية الطب، فقد حصل كلاغيس على دكتوراه الفلسفة بدلًا من دكتوراه الطب. نشر كلاغيس أطروحته بعنوان محاولة تخليق المنثون في عام 1901.

### مسيرته المهنية في سويسرا
انتقل كلاغيس إلى سويسرا عند اندلاع الحرب العالمية الأولى في عام 1914، وعاش على عائدات كتاباته ومحاضراته. عاد إلى ألمانيا في عشرينيات القرن العشرين وحصل على وسام غوته للفن والعلوم في عام 1932، ولكن بحلول عام 1936، تعرض لانتقادات من السلطات النازية بسبب عدم تأييده لهم. شجبته العديد من الصحف الألمانية في عيد ميلاده السبعين عام 1942. كرّمه النظام الجديد بعد الحرب، ولا سيما بمناسبة عيد ميلاده الثمانين في عام 1952.